# Новое Ваганьково

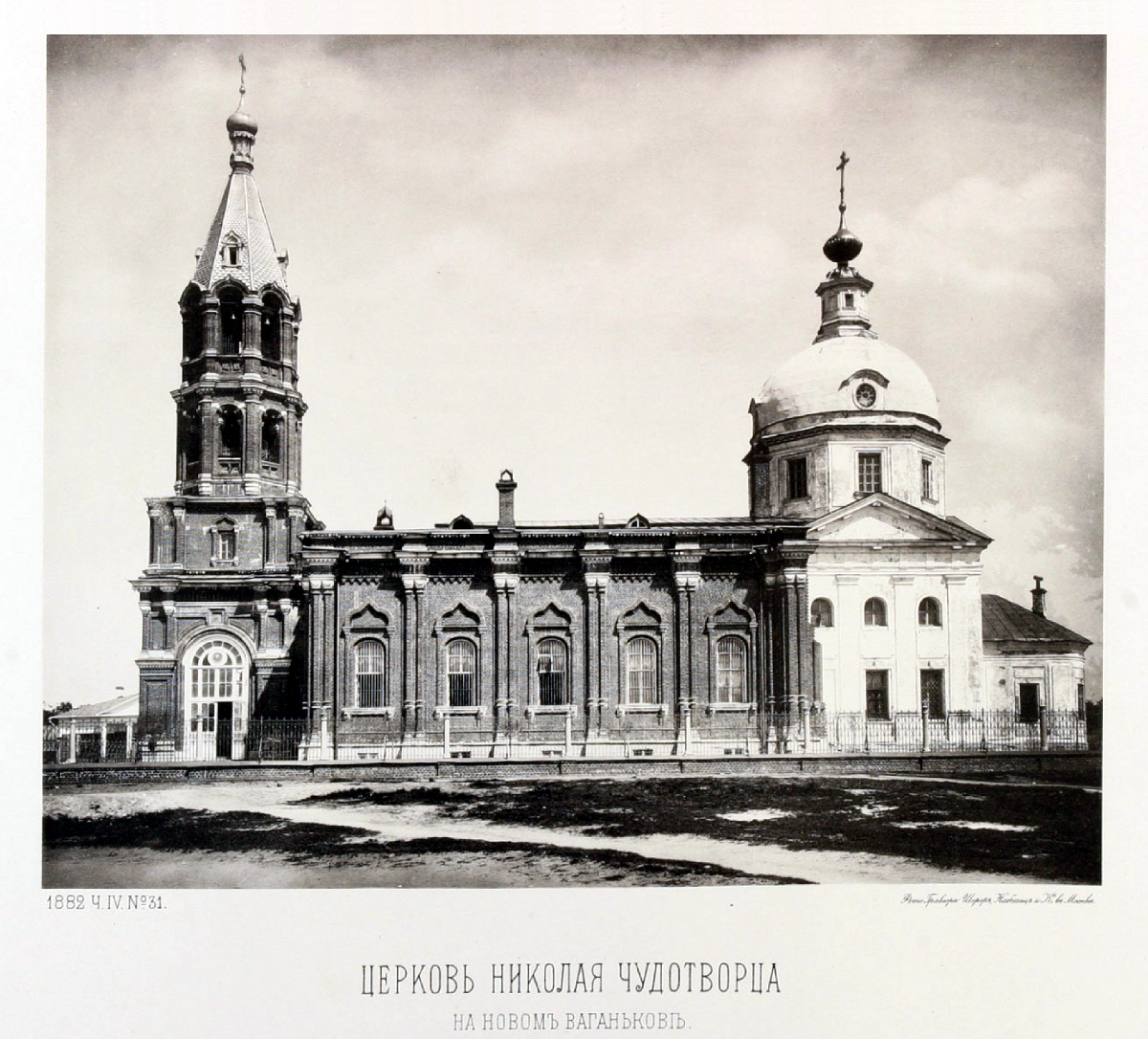
Николо-Ваганьковский храм до перестройки в начале XX века

Новое Ваганьково — бывшее село на территории Пресненского района современной Москвы, существовавшее в XVII—XVIII вв.
Село неподалеку от Новинского монастыря было заселено после того, как во второй половине XVII века сюда из Старого Ваганькова (расположенного у пересечения Моховой и Знаменки) перевели государев Псарный двор и обслуживавших его дворцовых служителей.
В XVII столетии псарный двор находился в ведении Ловчего приказа, в распоряжении которого находилось около 300 конных и пеших псарей. Их главной обязанностью была забота «о всяких собаках, потешных, борзых и гончих, и меделянских, и волкодавах». Когда государь выезжал охотиться, их обязанностью было держать на сворах «хортей» (гончих).
Псарный двор не раз переезжал на новое место, пока в 1695 г. не разместился в урочище «Три горы» (см. Трёхгорная мануфактура). Построенная в этом году деревянная Никольская церковь была перестроена в камне 90 лет спустя. Подробнее о Николо-Ваганьковской церкви см. статью Храм Святителя Николая на Трёх Горах.
В XVIII веке Новое Ваганьково стало частью Москвы. Память о нём сохранилась в названии Ваганьковского кладбища и Нововаганьковского переулка.